# Allium integerrimum
Allium integerrimum là một loài thực vật có hoa trong họ Amaryllidaceae. Loài này được Zahar. mô tả khoa học đầu tiên năm 1977.